# Lachapelle-aux-Pots
Lachapelle-aux-Pots és un municipi francès, situat al departament de l'Oise i a la regió dels Alts de França. L'any 2007 tenia 1.638 habitants.

## Demografia

### Població
El 2007 la població de fet de Lachapelle-aux-Pots era de 1.638 persones. Hi havia 607 famílies de les quals 128 eren unipersonals (48 homes vivint sols i 80 dones vivint soles), 180 parelles sense fills, 263 parelles amb fills i 36 famílies monoparentals amb fills.
La població ha evolucionat segons el següent gràfic:
Habitants censats

### Habitatges
El 2007 hi havia 651 habitatges, 617 eren l'habitatge principal de la família, 24 eren segones residències i 10 estaven desocupats. 551 eren cases i 89 eren apartaments. Dels 617 habitatges principals, 417 estaven ocupats pels seus propietaris, 184 estaven llogats i ocupats pels llogaters i 16 estaven cedits a títol gratuït; 12 tenien una cambra, 43 en tenien dues, 99 en tenien tres, 157 en tenien quatre i 306 en tenien cinc o més. 468 habitatges disposaven pel capbaix d'una plaça de pàrquing. A 241 habitatges hi havia un automòbil i a 301 n'hi havia dos o més.

### Piràmide de població
La piràmide de població per edats i sexe el 2009 era:
| Homes | Edats   | Dones |
| ----- | ------- | ----- |
| 0     | 95 o +  | 0     |
| 4     | 90 a 94 | 4     |
| 0     | 85 a 89 | 4     |
| 12    | 80 a 84 | 16    |
| 20    | 75 a 79 | 16    |
| 12    | 70 a 74 | 16    |
| 28    | 65 a 69 | 28    |
| 40    | 60 a 64 | 24    |
| 36    | 55 a 59 | 24    |
| 44    | 50 a 54 | 64    |
| 44    | 45 a 49 | 48    |
| 64    | 40 a 44 | 80    |
| 60    | 35 a 39 | 44    |
| 60    | 30 a 34 | 68    |
| 60    | 25 a 29 | 60    |
| 44    | 20 a 24 | 40    |
| 60    | 15 a 19 | 56    |
| 80    | 10 a 14 | 32    |
| 44    | 5 a 9   | 60    |
| 52    | 0 a 4   | 40    |

## Economia
El 2007 la població en edat de treballar era de 1.092 persones, 848 eren actives i 244 eren inactives. De les 848 persones actives 760 estaven ocupades (418 homes i 342 dones) i 88 estaven aturades (43 homes i 45 dones). De les 244 persones inactives 75 estaven jubilades, 89 estaven estudiant i 80 estaven classificades com a «altres inactius».

### Ingressos
El 2009 a Lachapelle-aux-Pots hi havia 611 unitats fiscals que integraven 1.649 persones, la mediana anual d'ingressos fiscals per persona era de 18.446 €.

### Activitats econòmiques
Dels 65 establiments que hi havia el 2007, 1 era d'una empresa alimentària, 1 d'una empresa de fabricació d'elements pel transport, 1 d'una empresa de fabricació d'altres productes industrials, 4 d'empreses de construcció, 17 d'empreses de comerç i reparació d'automòbils, 6 d'empreses de transport, 2 d'empreses d'hostatgeria i restauració, 5 d'empreses financeres, 1 d'una empresa immobiliària, 8 d'empreses de serveis, 15 d'entitats de l'administració pública i 4 d'empreses classificades com a «altres activitats de serveis».
Dels 14 establiments de servei als particulars que hi havia el 2009, 1 era una oficina de correu, 2 oficines bancàries, 3 tallers de reparació d'automòbils i de material agrícola, 1 autoescola, 1 paleta, 1 guixaire pintor, 1 lampisteria, 1 electricista, 2 perruqueries i 1 restaurant.
Dels 6 establiments comercials que hi havia el 2009, 2 eren botiges de menys de 120 m², 1 una botiga de menys de 120 m², 2 carnisseries i 1 una joieria.
L'any 2000 a Lachapelle-aux-Pots hi havia 9 explotacions agrícoles que ocupaven un total de 375 hectàrees.

## Equipaments sanitaris i escolars
L'únic equipament sanitari que hi havia el 2009 era una farmàcia.
El 2009 hi havia 1 escola maternal integrada dins d'un grup escolar amb les comunes properes formant una escola dispersa i 2 escoles elementals integrades dins de grups escolars amb les comunes properes formant escoles disperses.

## Poblacions més properes
El següent diagrama mostra les poblacions més properes.